# (2010) Chebyshev
(2010) Chebyshev – planetoida z grupy pasa głównego asteroid okrążająca Słońce w ciągu 5 lat i 163 dni w średniej odległości 3,09 au. Została odkryta 13 października 1969 roku w Krymskim Obserwatorium Astrofizycznym w Nauczny na Krymie przez Bełłę Burnaszewą. Nazwa planetoidy pochodzi od Pafnutija Czebyszowa (1821–1884), rosyjskiego matematyka. Przed jej nadaniem planetoida nosiła oznaczenie tymczasowe (2010) 1969 TL4.